# Brecha de los bombarderos
La denominada brecha de los bombarderos fue la infundada creencia estadounidense durante los inicios de la Guerra Fría de que la Unión Soviética estaba obteniendo una decisiva ventaja en el número de bombarderos estratégicos (los que, hipotética y eventualmente, eran capaces de transportar bombas nucleares al corazón del territorio del enemigo).
Esto incluía afirmaciones acerca de aviones VTOL (de despegue y aterrizaje vertical) supersónicos similares al fallido “platillo volador” canadiense Avrocar, incluso un bombardero de propulsión nuclear y, tan sólo unos pocos años después, la que sería denominada como brecha de los misiles.
Una de las consecuencias que tuvo eso fue el masivo incremento de la flota de bombarderos de la Fuerza Aérea de los Estados Unidos (USAF), la cual alcanzó los 2500 bombarderos, para hacer frente a esa aparente amenaza soviética.
Durante varios años se aceptó ampliamente que la supuesta brecha fue utilizada políticamente dentro de los círculos político-militares de los Estados Unidos para así intentar incrementar los gastos de defensa.
No obstante, al haberse dado cuenta de que la mera y simple creencia en la existencia de la brecha era un arma de financiamiento extremadamente efectiva, una serie de supuestos e inexistentes extraordinarios avances tecnológicos militares soviéticos siguieron apareciendo en los EE. UU., en una táctica que llegaría a ser conocida como “política a través de la prensa”.
Los vuelos de vigilancia de gran altitud de los aviones espías Lockheed U-2 claramente sugerirían posteriormente que tal brecha no existía en realidad.

## Supuesta aparición de la brecha
En su edición del 15 de febrero de 1954 la revista aeronáutica estadounidense Aviation Week publicó un artículo que describía a nuevos bombarderos soviéticos como capaces de transportar una bomba nuclear hacia los Estados Unidos desde sus bases en la URSS.
Durante el próximo año y medio estos rumores fueron públicamente debatidos en la prensa, y pronto también lo serían en el Congreso de los Estados Unidos.
La aeronave a la que la publicación estaba haciendo referencia era el bombardero Myasishchev M-4 Bison.
Además, para “agregar combustible al fuego” del debate estuvo un confuso evento que tuvo lugar en la entonces capital soviética de Moscú en julio de 1955. En el día de la aviación soviética del aeródromo Túshino, 10 bombarderos Bison hicieron una demostración ante una multitud, y rápidamente dieron la vuelta y pasaron ante los espectadores cinco veces más. De esa manera, dieron la impresión a los observadores -entre ellos a los muy pocos occidentales allí presentes- que, en realidad, se trataba de 60 aeronaves.. Además, la numeración en algunos de los aviones tendía a causar confusión. Por ejemplo, un número '20' daba la idea de que había otros 19 anteriores, pero eso era más bien propagandístico. Después de aquella notable exhibición aérea, los analistas occidentales de aquel entonces extrapolaron de a partir de las 60 aeronaves ilusorias, especulando que les llevaría poco tiempo a los soviéticos llegar a producir 600 de ellas.
Poco antes, desde 1952, la Fuerza Aérea de los Estados Unidos había introducido el Boeing B-52 Stratofortess, y su par de menor tamaño B-47 Stratojet estaba aún sufriendo de una serie de problemas técnicos que limitaban su disponibilidad. En parte debido a esto último, la oficialidad superior de la USAF comenzó a presionar para que el B-52 rápidamente comenzase la producción en masa del B-52, y sólo renuentemente aceptó peticiones de incrementar la defensa aérea del territorio doméstico de los Estados Unidos.
La USAF era generalmente crítica de gastar demasiados esfuerzos en tareas de defensa, después de haber estudiado los resultados de las masivas campañas de bombardeo anglo-estadounidense sobre la Alemania nazi.
Al igual que sus aliados británicos terminaron concluyendo que la mejor forma de invertir el dinero sería en crear mayores armas ofensivas, que contribuyesen a disuadir a un eventual atacante de postguerra (en particular, la URSS), siguiendo el pensamiento de preguerra de Stanley Baldwin acerca de lo no fructífero de las defensas antiaéreas: los bombarderos, aunque sea algunos de ellos, siempre las atravesarían y lanzarían sus devastadoras bombas, atómicas en este caso.
El resultado fue la producción en serie de cientos de aeronaves militares. En particular, casi 750 B-52s y más de 2.000 B-47s fueron construidos para intentar igualar la imaginaria gigantesca flota de bombarderos soviéticos.

## Prueba de la inexistencia de la brecha

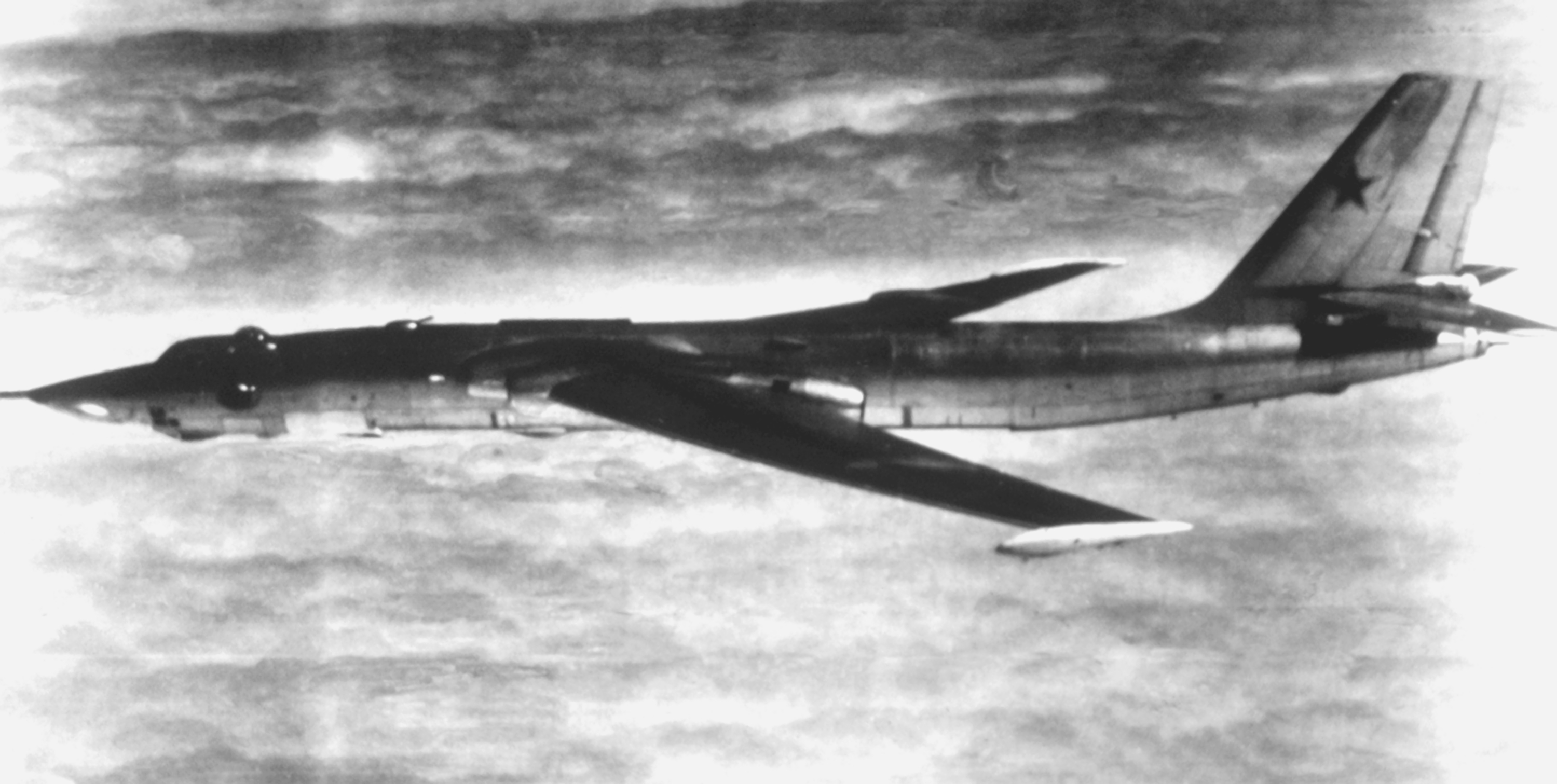
Un bombardero Myasishchev M-4, designación OTAN "Bison".

El entonces presidente estadounidense, el general Dwight David Eisenhower, era escéptico acerca de la existencia de la supuesta brecha desde el principio. Pero al no tener evidencias concluyentes al respecto, autorizó el desarrollo y los posteriores vuelos de los aviones Lockheed U-2 sobre el inmenso territorio soviético, para así intentar dar respuesta a ese interrogante de una vez por todas.
Por otro lado, uno de los primeros vuelos de ese tipo, la misión 2020, pilotada por Martin Knutson el 4 de julio de 1956. sobrevoló el campo aéreo de Engels, en cercanías de la sureña ciudad de Sarátov, en la Rusia soviética, y logró fotografiar allí a 20 bombarderos Bison.
Al multiplicarlos por el número de bases de bombarderos conocidas de la URSS, la inteligencia occidental sugería que los soviéticos estaban en camino de poseer y desplegar cientos de aeronaves estratégicas de ese tipo. Pero luego se sabría que irónicamente el U-2 había fotografiado la flota entera de Bisons de ese momento y, de hecho, no había ninguno de ellos en las otras bases.
Misiones similares que se llevarían a cabo a lo largo de 1957 finalmente terminaron demostrando, más allá de cualquier duda razonable que no existía tal brecha y así lo terminó aceptando los Estados Unidos, por lo menos en los círculos oficiales.
Como conocerían posteriormente los analistas occidentales, el M-4 era incapaz de cumplir con su alcance estipulado original, ya que su autonomía estaba limitada a sólo 8.000 km. Y a diferencia de los Estados Unidos los soviéticos no disponían de bases en el hemisferio occidental, por lo que no podían atacar los EE. UU. y luego aterrizar en una base aérea aliada de la URSS.
El interés en el M-4 fue paulatinamente desapareciendo, y sólo se fabricarían 93 más antes de que las líneas de ensamblaje se cerrasen definitivamente en 1963. No obstante, la inmensa mayoría de estos eran usados como tanqueros o aviones de reconocimiento marítimo. Tan sólo los 10 aviones originales exhibidos durante la ya mencionada demostración aérea y los 9 modelos más recientes (denominados 3MD13) servían como aeronaves soviéticas de alerta nuclear.

## En la cultura popular
En la película de 1964 Dr. Strangelove (dirigida por Stanley Kubrick), la noción de la “brecha de los bombarderos” es parodiada cuando el personaje de Buck Turgidson (un general del Pentágono) declara que los Estados Unidos “no pueden permitirse [que exista] una brecha de los pozos mineros” [a favor de la URSS], mientras discutía la conveniencia del uso de ellos como adecuados refugios contra eventuales ataques nucleares soviéticos y la posterior lluvia radioactiva (radioactive fallout) que estos habrían de traer aparejada.